# 土星冰川
72°0′S 68°35′W / 72.000°S 68.583°W
土星冰川（英語：Saturn Glacier）是南極洲的冰川，位於亞歷山大一世島東南部，長28公里、寬11公里，最終在科爾納崖以北注入喬治六世海峽，在1935年11月23日由美國的探險家發現。